# 藤重正従
藤重 正従（ふじしげ まさとし、1888年（明治21年）10月7日 - 1946年（昭和21年）7月17日）は、大日本帝国陸軍軍人。最終階級は陸軍少将。

## 経歴
1888年（明治21年）に愛媛県で生まれた。陸軍士官学校第24期卒業。1937年（昭和12年）9月に台湾歩兵第1連隊補充隊長に就任し、1939年（昭和14年）第24師団兵器部長（関東軍・第5軍）に転じ、1940年（昭和15年）8月に陸軍歩兵大佐に進級した。
1941年（昭和16年）8月25日に歩兵第17連隊長（関東軍・第20軍・第8師団・第8歩兵団）に就任し、1944年（昭和19年）8月に第14軍隷下に編入され、フィリピン転用が決定した。3個中隊が引き抜かれ9個中隊編制となり、9月にルソン島南部に出征した。第8師団主力がマニラ東方に移駐したことから、これをカモフラージュするために藤重は中将の階級章を付け、17連隊を藤兵団と呼称して、ルソン島南部にも有力な兵団が位置しているように偽装した。1945年（昭和20年）1月に米軍がリンガエン湾に上陸した情報が伝わると、現地の治安は急速に悪化しゲリラの活動が活発になったことから、藤重はゲリラ粛清を指示し、ゲリラとされた住民六千人以上が犠牲になったとされる。3月になると米軍の攻撃が激しくなり、タール湖東方の山岳地帯に逃げ込み、終戦を迎え、9月下旬に投降した。この間6月10日に陸軍少将に進級している。
終戦後は戦犯として逮捕され、マニラ軍事裁判で住民虐殺の容疑で絞首刑の判決が下り、1946年（昭和21年）7月17日に執行された。